# Vendranges
Vendranges település Franciaországban, Loire megyében. Lakosainak száma 390 fő (2022. január 1.). Vendranges Saint-Cyr-de-Favières, Saint-Jodard, Neaux, Neulise és Saint-Priest-la-Roche községekkel határos.

## Népesség
A település népessége az elmúlt években az alábbi módon változott:
| Lakosok száma | 223  | 205  | 226  | 255  | 348  | 363  | 371  | 376  | 382  | 390  |
|               | 1968 | 1982 | 1990 | 2006 | 2013 | 2015 | 2017 | 2019 | 2020 | 2022 |